# Pokrm

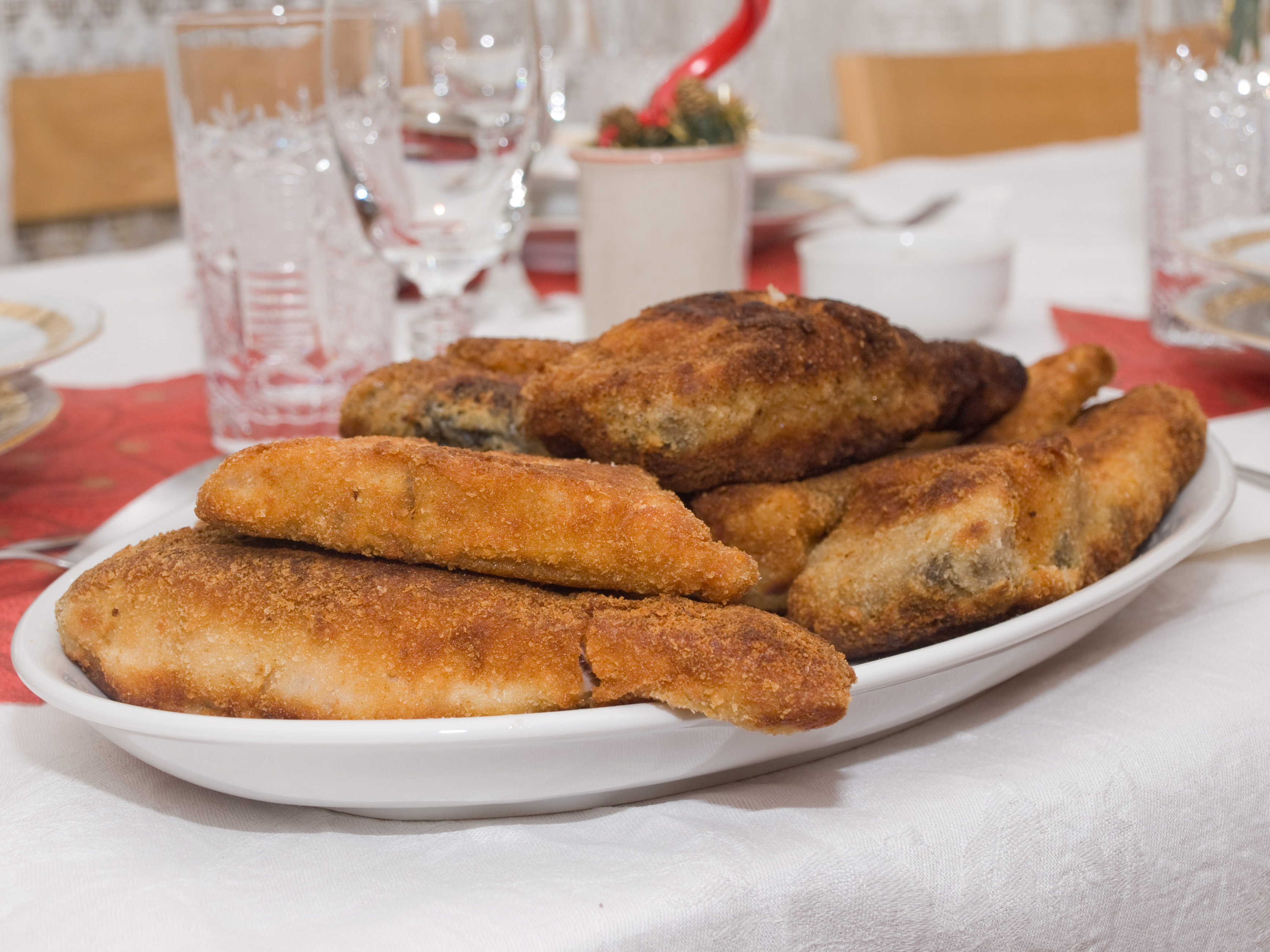
Smažený kapr, typický český vánoční pokrm

Pokrm je potravina nebo směs potravin, která je určitým způsobem upravena a připravena ke konzumaci. Příprava některých pokrmů může být relativně složitá, příkladem může být svíčková pečeně, u jiných velmi jednoduchá, příkladem je omyté jablko. Několik pokrmů; například vepřová pečeně, knedlík, zelí a masová šťáva; může tvořit dohromady takzvaný chod. Pojmy pokrm, chod a také jídlo se ale v běžném jazyce často používají jako synonyma.
Pokrmy mohou mít prostá popisná jména (smažený sýr) nebo mít specifická pojmenování (kulajda). Mnohé názvy pokrmů odkazují na vlastní jména, například:
- pojmenování po autorovi receptu: salát Caesar nebo tarte Tatin
- pojmenování na počest osoby: hovězí Stroganov nebo pizza Margherita
- po městě: frankfurtská polévka nebo boloňská omáčka
- po zemi či národu: španělský ptáček nebo ruské vejce

Pokrmy můžou být připravovány na základě kuchařských receptů, na velmi jednoduché pokrmy se ovšem recepty nepublikují.